# إيشيرو ياماغوتشي
إيشيرو ياماغوتشي (باليابانية: 山口一郎؛ بالكانا: やまぐち いちろう) هو موسيقي وكاتب أغاني وعازف قيثارة ياباني، ولد في 8 سبتمبر 1980 في أوتارو في اليابان.

## روابط خارجية
- إيشيرو ياماغوتشي على موقع IMDb (الإنجليزية)
- إيشيرو ياماغوتشي على موقع ميوزك برينز (الإنجليزية)
- إيشيرو ياماغوتشي على موقع أول ميوزيك (الإنجليزية)
- إيشيرو ياماغوتشي على موقع ديسكوغز (الإنجليزية)